# Сосновка (Кемеровський округ)
Сосно́вка (рос. Сосновка) — селище у складі Кемеровського округу Кемеровської області, Росія.

## Населення
Населення — 46 осіб (2010; 228 у 2002).
Національний склад (станом на 2002 рік):
- росіяни — 97 %